# Chloroclysta siterata
Thảm đỏ-xanh (Chloroclysta siterata) là một loài bướm đêm thuộc họ Geometridae.

## Hình ảnh

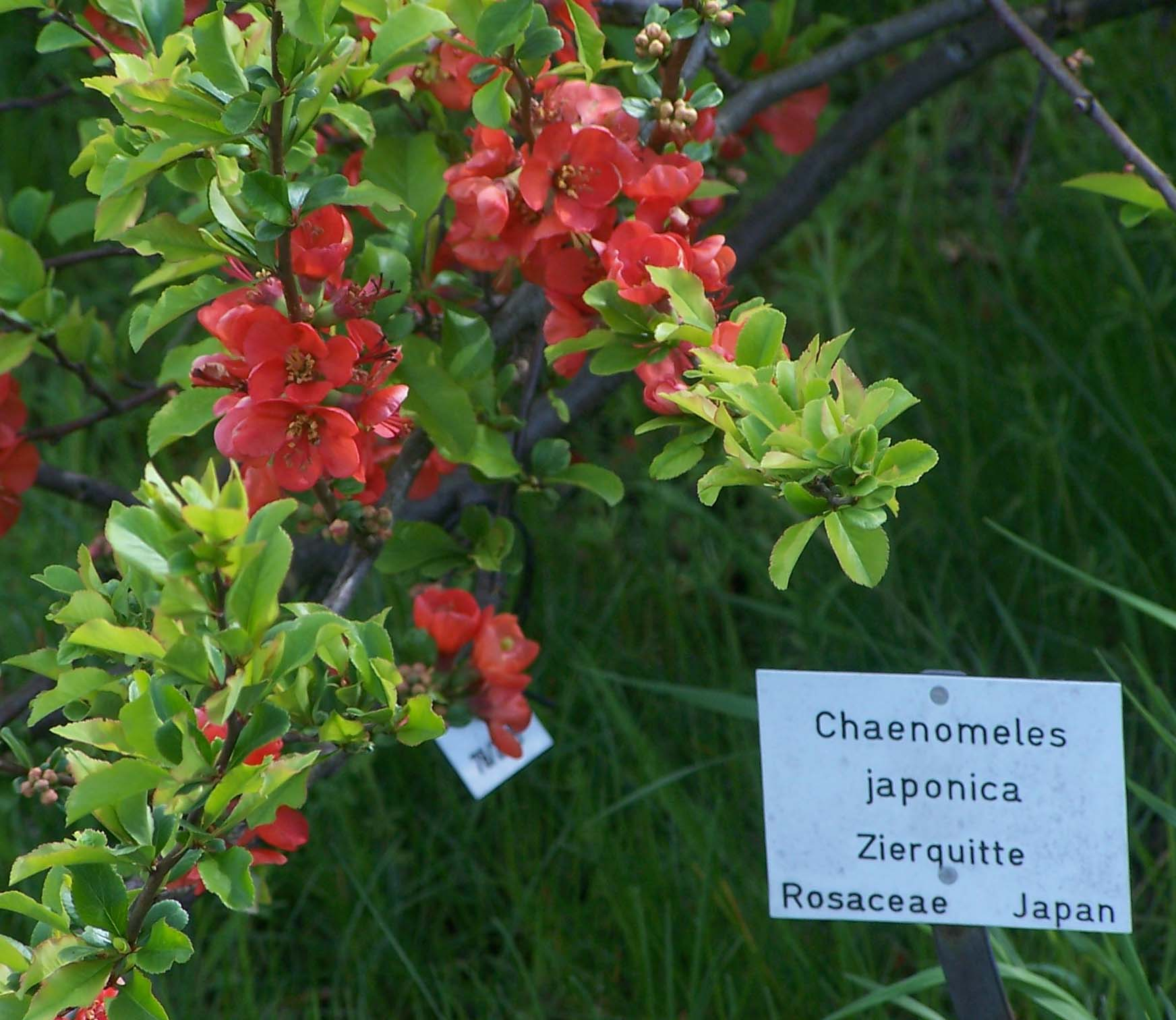
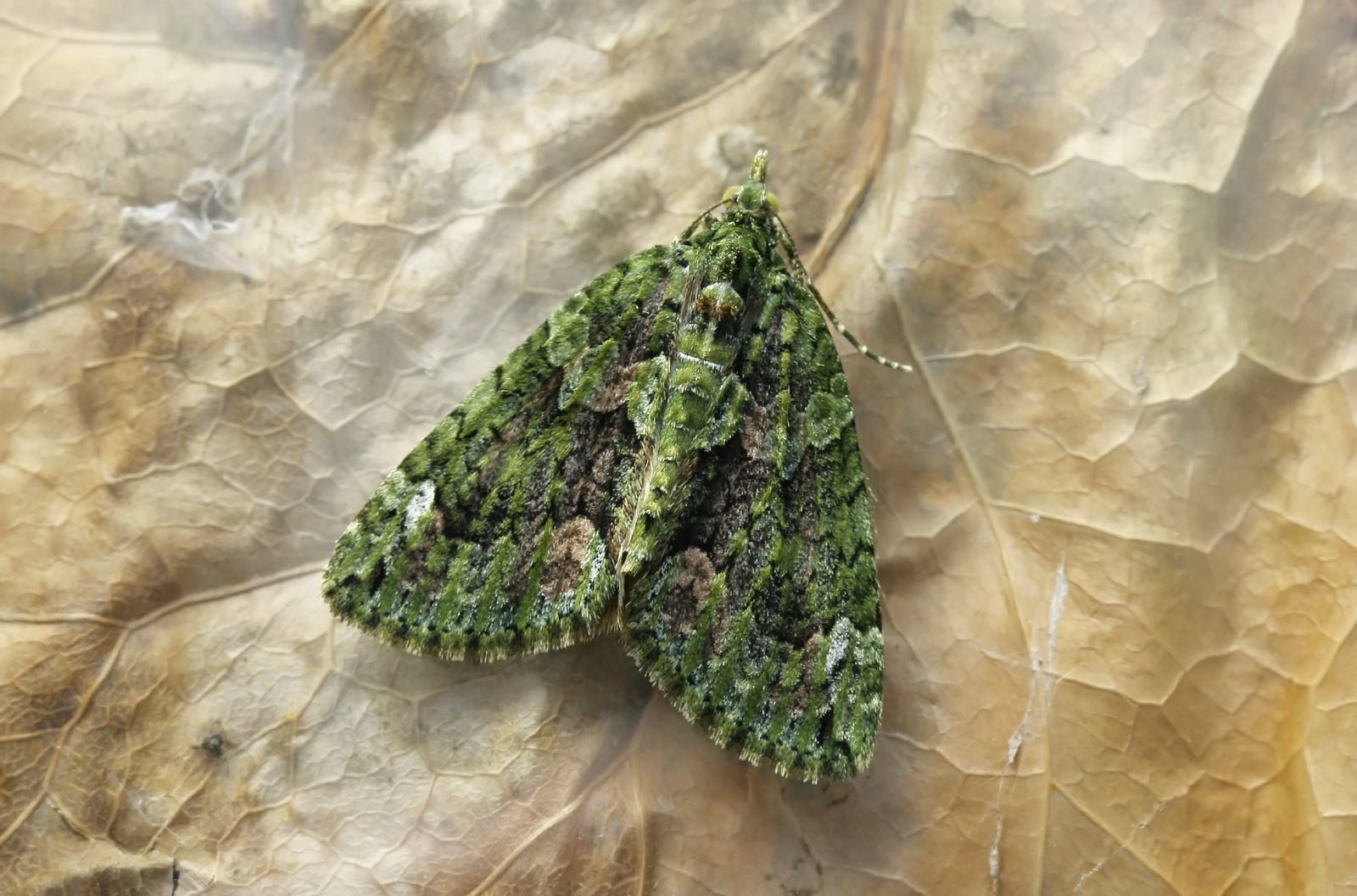
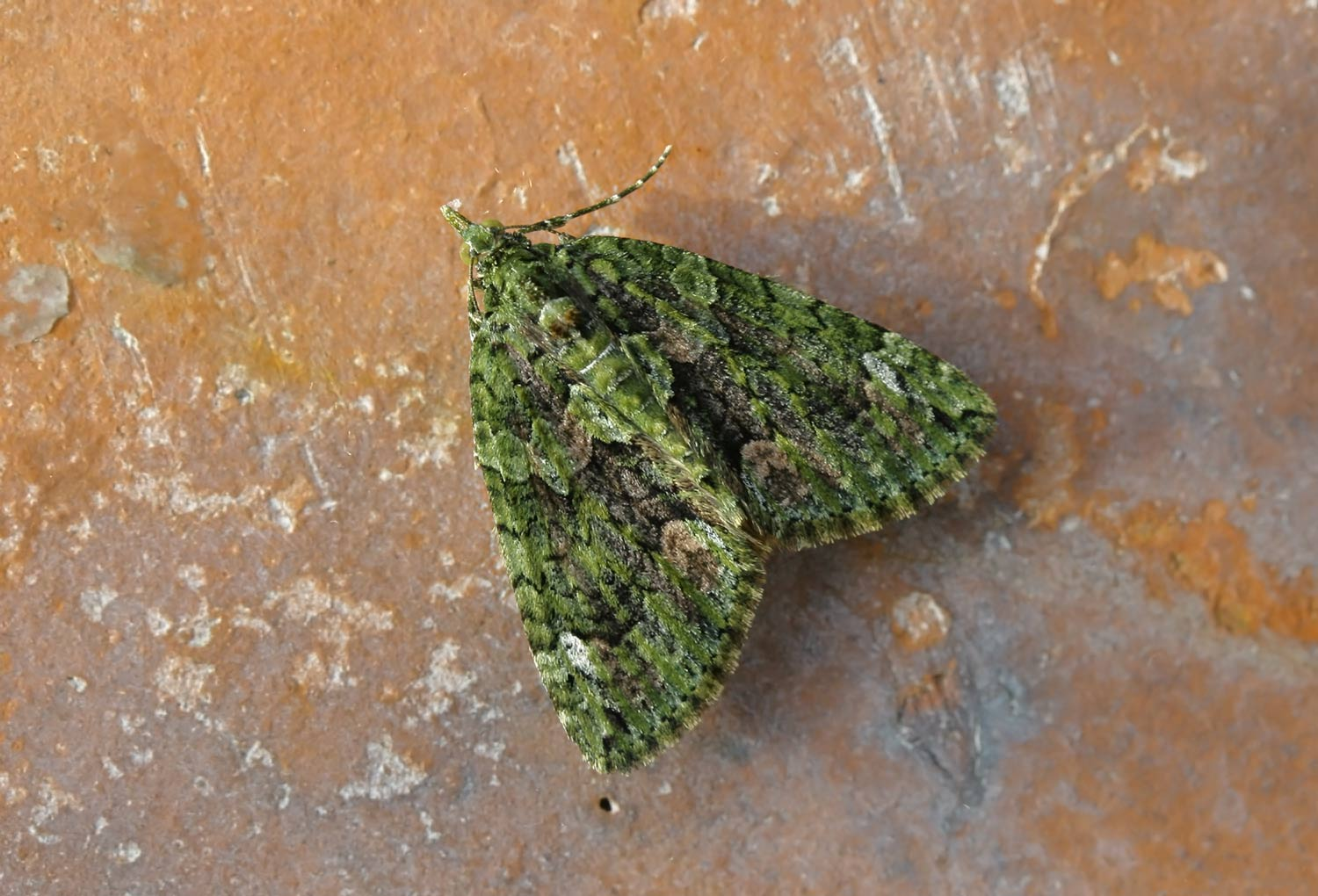
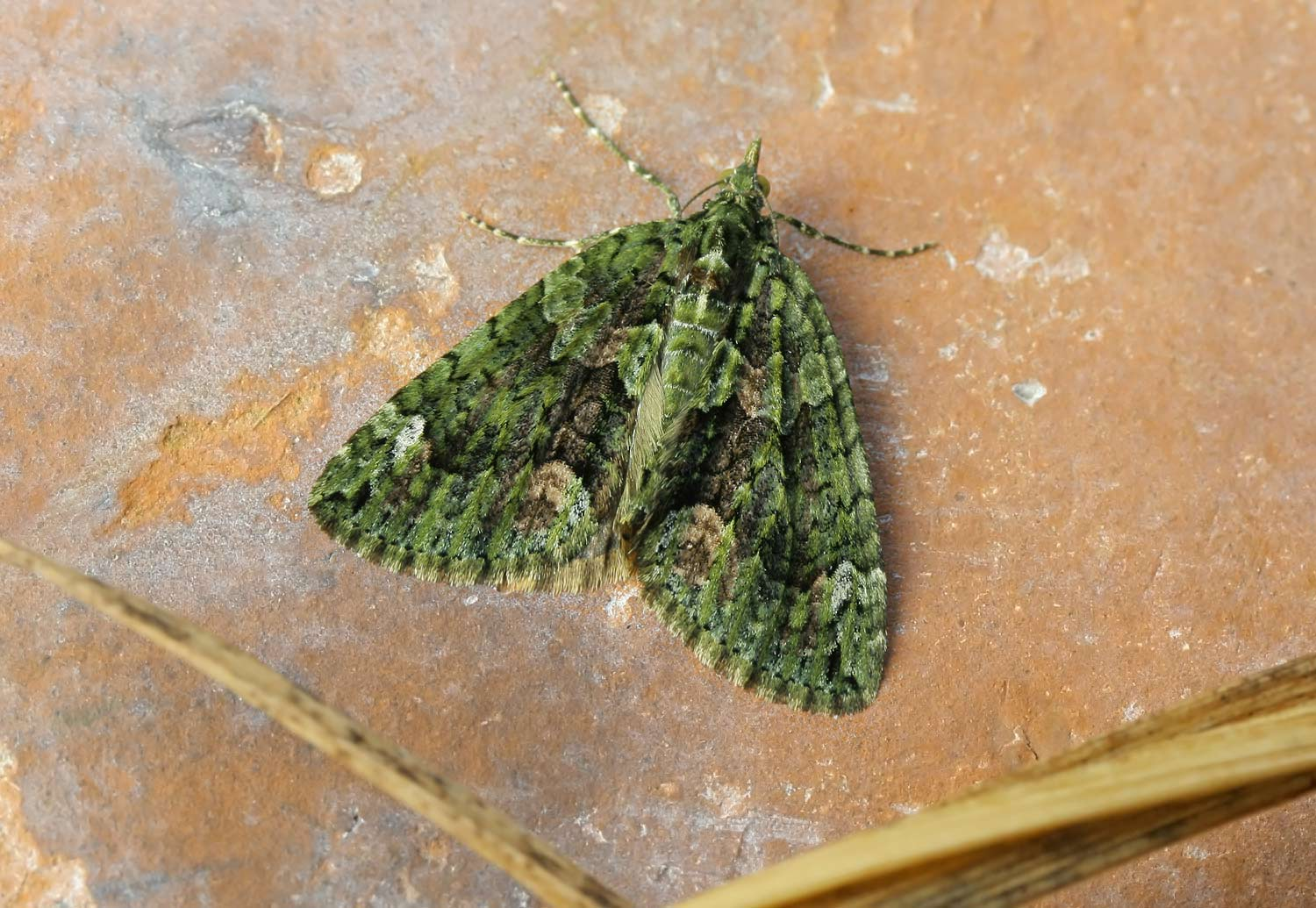